# L'Hôtellerie portugaise
L'Hôtellerie portugaise är en opéra comique i en akt med musik av Luigi Cherubini. Det franska libretto skrevs av Étienne Aignan. Operan hade premiär den 25 juli 1798 i Paris på Théâtre Feydeau.

## Personer
| Roller      | Stämma  | Premiärbesättning den 25 juli 1798 (Dirigent: ) |
| ----------- | ------- | ----------------------------------------------- |
| Don Carlos  | tenor   | Rézicourt                                       |
| Gabriella   | sopran  | Juliette Lesage                                 |
| Pedrillo    | baryton | Jausserand                                      |
| Rodrigo     | bas     | Alexis Dessaules                                |
| Ines        | sopran  | Augustine Lesage                                |
| Don Roselbo | baryton | Dérubelle                                       |
| Inigo       | baryton | Raffile                                         |